# Alvar Aalto
Alvar Aalto (født 3. februar 1898, død 11. maj 1976) var en finsk arkitekt og designer, der i sit arbejde var en af funktionalismens pionerer. I Danmark tegnede han sammen med sin hustru Elissa Aalto og Jean-Jacques Baruël Nordjyllands Kunstmuseum (nu: KUNSTEN Museum of Modern Art Aalborg), der blev opført 1968-1972. Hans vaser, kendt som Aalto vasen, er også velkendte.

## Galleri
- KUNSTEN Museum of Modern Art Aalborg i Aalborg.